# Pesquisa de mercado quantitativa
A pesquisa de mercado quantitativa é um método de pesquisa social que utiliza técnicas estatísticas. Normalmente implica a construção de inquéritos por questionário. Normalmente são contatadas muitas pessoas. Os técnicos de marketing usam a informação assim obtida para desenhar estratégias e planos de marketing. Como método quantitativo, a pesquisa também é chamada de survey.  

## Características
O objetivo da pesquisa Survey é a obtenção de informações quantitativas sobre um determinado grupo de pessoas. A Survey é mais indicada quando se deseja responder questões que expressem opiniões, costumes ou características de um determinado público-alvo. Para isso, é comum o uso de perguntas objetivas, do tipo "o quê?", "por quê" "quando?", "onde" e "como" no processo de pesquisa.
A pesquisa Survey pode ser do tipo: 
- explanatória , quando a finalidade é  testar uma teoria, verificando a existência de uma nova situação e estabelecendo suas causas;
- exploratória, quando a intenção é saber o que a população-alvo acha de um determinado conceito ou que tópicos  interessam ao público-alvo;
- descritiva, quando o objetivo da pesquisa é identificar costumes e opiniões de um grupo de pessoas e verificar se tais opiniões estão ou não de acordo com a realidade.

A pesquisa pode ainda ser classificada de acordo com o momento em que é coletada. Quando as informações coletadas ocorre ao longo do tempo é chamada de longitudinal. Quando as informações são colhidas apenas em um  momento específico, é classificada em corte-transversal. .

## Amostra
A amostra consiste no público-alvo que servirá de base estatística para a pesquisa sendo, portanto,  a representação dessa população-alvo. A amostra pode ser um indivíduo, mas também um grupo. Alguns fatores devem ser levados em conta no processo de amostragem. São eles: a definição do público-alvo, o tamanho da amostra e a execução do processo de amostragem. A amostra pode ainda ser classificada em probabilística ou não probabilística. Probabilística é quando todos os integrantes do público têm a mesma chance de serem escolhidos. Geralmente nesse tipo de amostra, é utilizado o processo de escolha aleatória dos participantes. Já a amostra não probabilística é utilizada quando há critérios em relação aos participantes. .

## Questionário
O questionário é o instrumento usualmente utilizado nas pesquisas Survey. As perguntas contidas nele são destinadas ao público-alvo e devem ser pensadas de forma objetiva, atentando para aquilo que se deseja obter com a pesquisa. Para que os resultados sejam alcançados com mais eficácia, alguns cuidados na elaboração das questões devem ser considerados como: 
- A elaboração de questões simples e direta;

- Não deixar espaço para dupla interpretação,

- Não constranger o entrevistado com nenhuma pergunta;

- Deixar para inicio as perguntas mais simples e para o final as mais complexas;
- As perguntas não podem ser extensas

Antes de usar o instrumento de forma efetiva, é importante aplicar um  pré-teste. Ele serve para apontar falhas no instrumento e proporciona ao pesquisador a verificação de possíveis  erros de inconsistência ou aceitação das questões..

## Análise dos dados
Deve-se reservar tempo para essa etapa da pesquisa. Além disso, as decisões sobre a análise dos dados devem ser consideradas durante todo o processo da pesquisa e não somente no final do processo..

## Procedimentos
1. Definição do problema - Quais os vários aspectos do problema ? Que informação é necessária
2. Conceptualização e operacionalização - Como exatamente é que definimos os conceitos envolvidos? Como é que os traduzimos em variáveis observáveis e passíveis de serem medidas ?
3. Especificação da hipóteses - Que tese(s) é que queremos testar ?
4. Especificação técnica - Que metodologia usar ? Por exemplo Inquérito estatístico
5. Especificação das perguntas - Que perguntas fazer ? Por que ordem ?
6. Especificação da escala , internet...
7. Codificação e re-especificação- Fazer ajustamentos aos dados por forma a torná-los compatíveis com as técnicas estatísticas e os objectivos da pesquisa - exemplos: atribuição de números, controles de consistência, substituições, deleções, ponderar, variáveis dummy, transformações de escala, estandardização de escala
8. Análise estatística - Empregar várias técnicas descritivas e de inferência nos dados. Fazer inferências a partir da amostra para a totalidade da população. Testar os resultados para a significância estatística.
9. Interpretar e integrar os resultados - o que é que os resultados significam ? Que conclusões podem ser tiradas ? Como é que estes achados se relacionam com pesquisa semelhante?
10. Escrever o relatório de pesquisa - O relatório tem normalmente os seguintes pontos:

1) Sumário executivo; 
2)Objectivos; 
3)Metodologia; 
4)Principais resultados; 
5)Gráficos detalhados e diagramas. 
Apresente o relatório ao cliente numa apresentação de 10 minutos. Esteja preparado para perguntas.